# 사카미치 미루
사카미치 미루(일본어: 坂道 みる, 1999년 11월 29일~)는 일본의 AV 여배우이다. FANZA 성인 어워드 2019 우수 신인 여배우상을 수상했다.